# Groenland Vertigo
Groenland Vertigo, publié en en 2017 par l'éditeur Casterman, est un album de bande dessinée d'Hervé Tanquerelle qui retrace, sous la forme d'une auto-fiction humoristique, son voyage effectué au Groenland en 2011.

## Résumé
En mal d'inspiration et en manque d'argent, le dessinateur de bande dessinée Georges Benoît-Jean (il s'agit des trois prénoms de l'auteur en dehors de son prénom d'usage), maladroit et angoissé, accepte l'invitation à participer à une expédition danoise au Nord-Est du Groenland. À bord de la frégate Aurora, commandée par le capitaine Magnus Keller, il va vivre des péripéties rocambolesques en compagnie d'une galerie de personnages hauts en couleur : Ulrich Kloster, l'artiste paranoïaque qui veut implanter une de ses sculptures sur un iceberg, Jorn Freuchen, le vieil écrivain-voyageur en quête de bouteilles de whisky abandonnées lors d'une précédente expédition.

## Genèse de l'œuvre
Fin 2010, après avoir déjà dessiné l'adaptation de plusieurs récits des « racontars » de l'écrivain danois Jørn Riel dont l'action se déroule au Groenland, Hervé Tanquerelle est invité par celui-ci à participer à une croisière de trois semaines dans les Fjords du Nord-Est, ceux dans lesquels a vécu Jørn Riel dans les années 1950. La croisière a lieu en 2011, Jørn Riel y participe aussi tout comme des artistes et des scientifiques invités à « découvrir et rendre compte » des réalités du Groenland d'aujourd'hui.
Les photos et les croquis pris pendant le voyage restent inexploités par Hervé Tanquerelle jusqu'à ce que ses amis, l'auteur de bande dessinée Brüno et le scénariste Gwen de Bonneval, lui suggèrent d'utiliser le biais de la fiction.

## Accueil critique
Quentin Girard de Libération y voit « l'un des plus beaux hommages à Tintin de ces dernières années ».

## Publication
- Groenland Vertigo, Casterman, janv. 2017  (ISBN 978-2-203-10394-8).
- Groenland Vertigo, Esprit BD Éditions, janv. 2017  (ISBN 978-2-9524474-4-7). Tirage de luxe grand format, contenant un tiré à part et un cahier de 16 pages, 250 exemplaires numérotés et signés.